# 1891 na ciência

## Nascimentos
| Data         | Nome             | Profissão                                      | Nacionalidade                         | Observações | Ref                                       |
| ------------ | ---------------- | ---------------------------------------------- | ------------------------------------- | --- | ----------------------------------------- |
| 22 de abril  | Harold Jeffreys  | matemático, estatístico, geofísico e astrónomo | Reino Unido da Grã-Bretanha e Irlanda | m. 1989 Medalha de Ouro da RAS 1937 Medalha Murchison 1939 Medalha Real 1948 Medalha William Bowie 1952 Medalha Copley 1960 Medalha Guy de Ouro 1962 Prémio Vetlesen 1962 Medalha Wollaston 1964 | [ 1 ] [ 2 ] [ 3 ] [ 4 ] [ 5 ] [ 6 ] [ 7 ] |
| 21 de junho  | Pier Luigi Nervi | engenheiro civil                               | Reino de Itália                       | m. 1979 Medalha de Ouro do AIA 1964 Medalha de Ouro do IStructE 1967 | [ 8 ]                                     |
| 6 de agosto  | Leonard Hawkes   | geólogo                                        | Reino Unido da Grã-Bretanha e Irlanda | m. 1981 Medalha Murchison 1946 Medalha Wollaston 1962 | [ 2 ] [ 7 ]                               |
| 2 de outubro | Erik Stensiö     | paleontólogo                                   | Suécia                                | m. 1984 Medalha Wollaston 1953 Medalha Linneana 1957 Medalha Darwin-Wallace 1958 | [ 7 ]                                     |

## Mortes
| Data          | Nome                | Profissão    | Nacionalidade                         | Observações                                      | Ref         |
| ------------- | ------------------- | ------------ | ------------------------------------- | ------------------------------------------------ | ----------- |
| 28 de maio    | Peter Martin Duncan | paleontólogo | Reino Unido da Grã-Bretanha e Irlanda | n. 1824 Medalha Wollaston 1881                   | [ 7 ]       |
| 9 de dezembro | Andrew Ramsay       | geólogo      | Reino Unido da Grã-Bretanha e Irlanda | n. 1814 Medalha Wollaston 1871 Medalha Real 1879 | [ 7 ] [ 3 ] |

## Prémios

### Medalha Bigsby
- George Mercer Dawson[9]

Medalha Copley
- Stanislao Cannizzaro[5]